# Białka indukowane niedoborem witaminy K

Cykl witaminy K

Białka indukowane niedoborem witaminy K (ang. PIVKA, Protein Induced by Vitamine K Absence) – białka osocza krwi, które powstają w wątrobie. 
Są obecne we krwi wtedy, kiedy nie następuje ich γ-karboksylacja w wątrobie podczas cyklu witaminy K. Taką sytuację obserwuje się w przypadku zaburzeń w metabolizmie witaminy K lub po podaniu antywitaminy K. 
Ich obecność we krwi oznaczamy w celu diagnostyki zaburzeń krzepnięcia krwi.
Do PIVKA zaliczamy:
- niedziałające osoczowe czynniki krzepnięcia II, VII, IX, X
- osteokalcyna, białko C i białko S.